# 百色水库
百色水库位于中国广西壮族自治区百色市，百色水利枢纽距百色市区22千米，是以防洪为主，兼顾发电、灌溉、航运、供水等功能的大（一）型水库，为不完全多年调节水库。